# Viticulture en Bulgarie

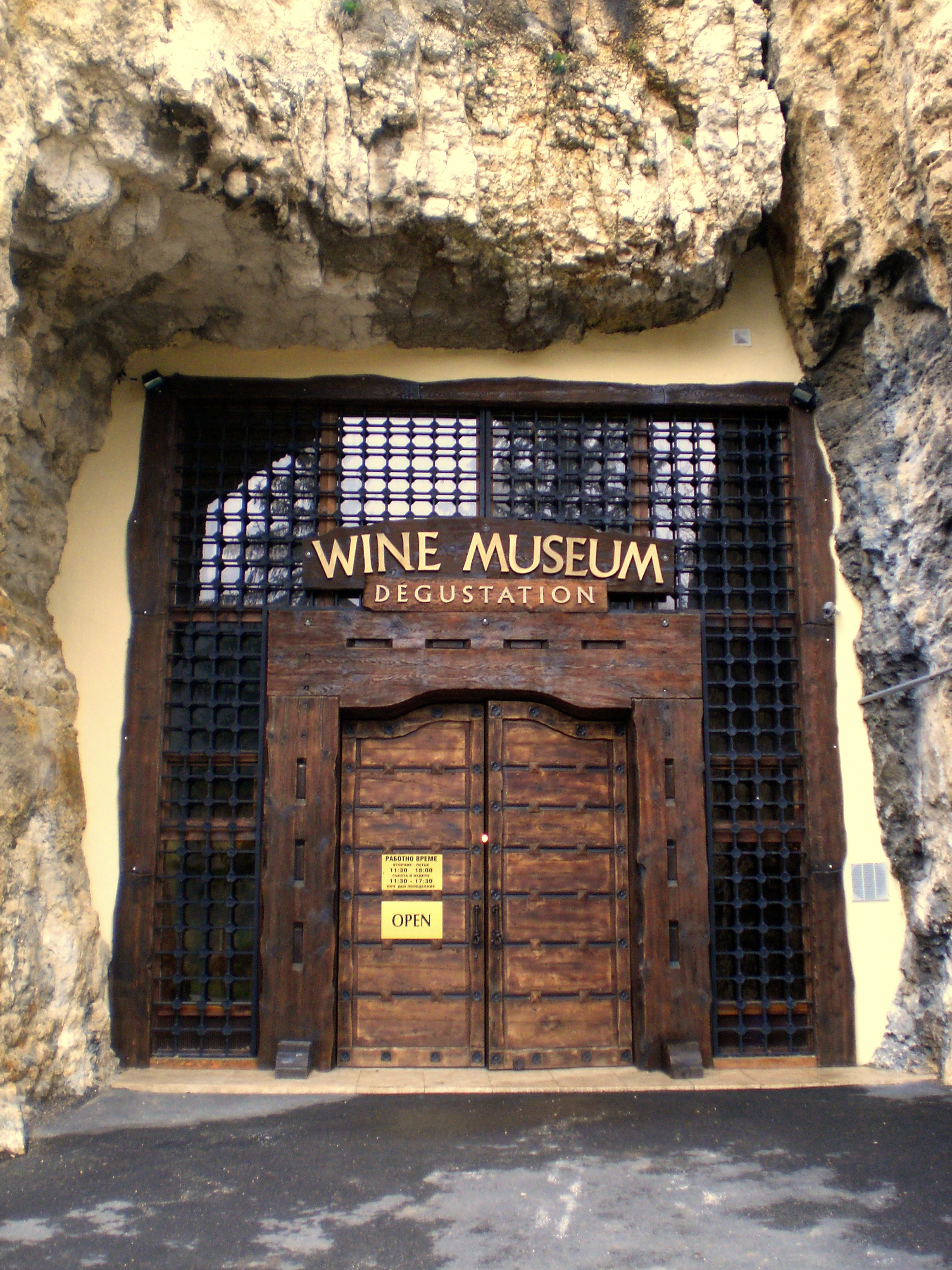
Musée du vin à Pleven

La viticulture en Bulgarie est vieille d’au moins 3 000 ans. Dans l’Iliade, Homère parlait déjà, des vignes de la Thrace (une partie de l’actuelle Bulgarie, de la Grèce et de la Turquie), et le culte de Dionysos est né ici. 
Le climat et la géographie de la Bulgarie, près de la mer Noire, font penser à la Toscane. Le potentiel viti-vinicole du pays est très important[réf. nécessaire].

## Histoire

### Antiquité

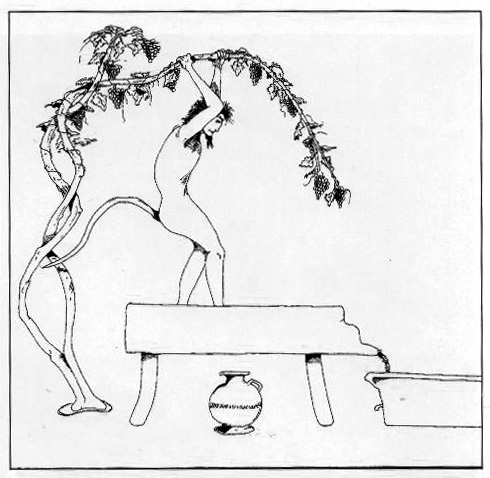
Faune foulant suspendu à un hautain. Poterie thrace datée de -1500 ans

Les Thraces, dont le pays jouxtait la Grèce, vouaient un culte à Dionysos. Le dieu de la vigne et du vin, dans la mythologie grecque est censé être originaire de cette région.
En effet c'est ici que, dans l'Iliade, il est fait pour la première fois mention du dieu enfant auquel était hostile le roi thrace Lycurgue. La victoire de Dionysos sur ce roi qui arrachait les vignes marque le début des mythes dionysiaques et Nysa, qui devint le centre de son culte, est considérée comme la patrie du dieu du vin.
L'emplacement de la cité de Nysa restant hypothétique, il y a un distinguo fait par les hellénistes entre « la Thrace historique des bords de l'Hellespont, du mont Pangée et du mont Haemus et la Thrace mythique où se déroulent les légendes dionysiaques ». Cette dernière s'étendait « depuis les vallons de l'Olympe et la Piérie jusqu'aux pentes de l'Hélicon et aux confins de l'Attique ». Ce qui est incontestable c'est que, selon le témoignage fourni par Hérodote, Dionysos était le dieu national des Thraces. 
Ce furent ensuite les Slaves qui occupèrent les Balkans dès le VIe siècle. Comme beaucoup de peuples envahisseurs, ils adoptèrent une partie des coutumes et de la culture des Thraces et en particulier à la culture de la vigne et à l'usage du vin. 
L'alliance des Slaves et des Protobulgares au VIIIe siècle marqua la fondation du premier royaume bulgare. Les castrums de Pliska, sa capitale, avaient des caves à vin. L'archéologie a mis au jour des coupes en or ou en argent, ornées de griffons, de centaures ou d'aigles utilisées par la noblesse bulgare lors de ses libations. 

### Période moderne et contemporaine

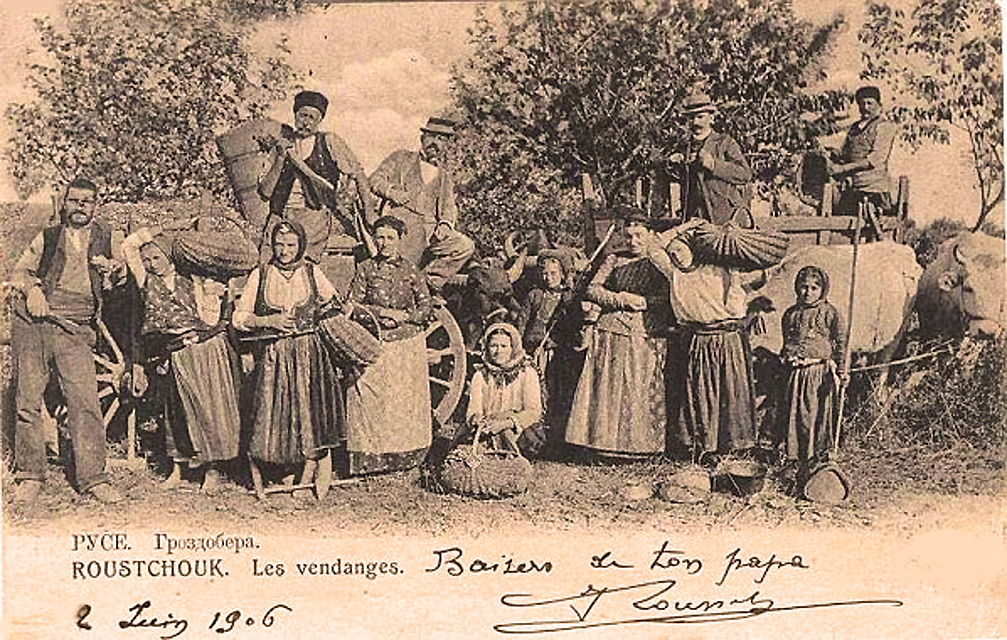
Vendanges en Bulgarie en 1906

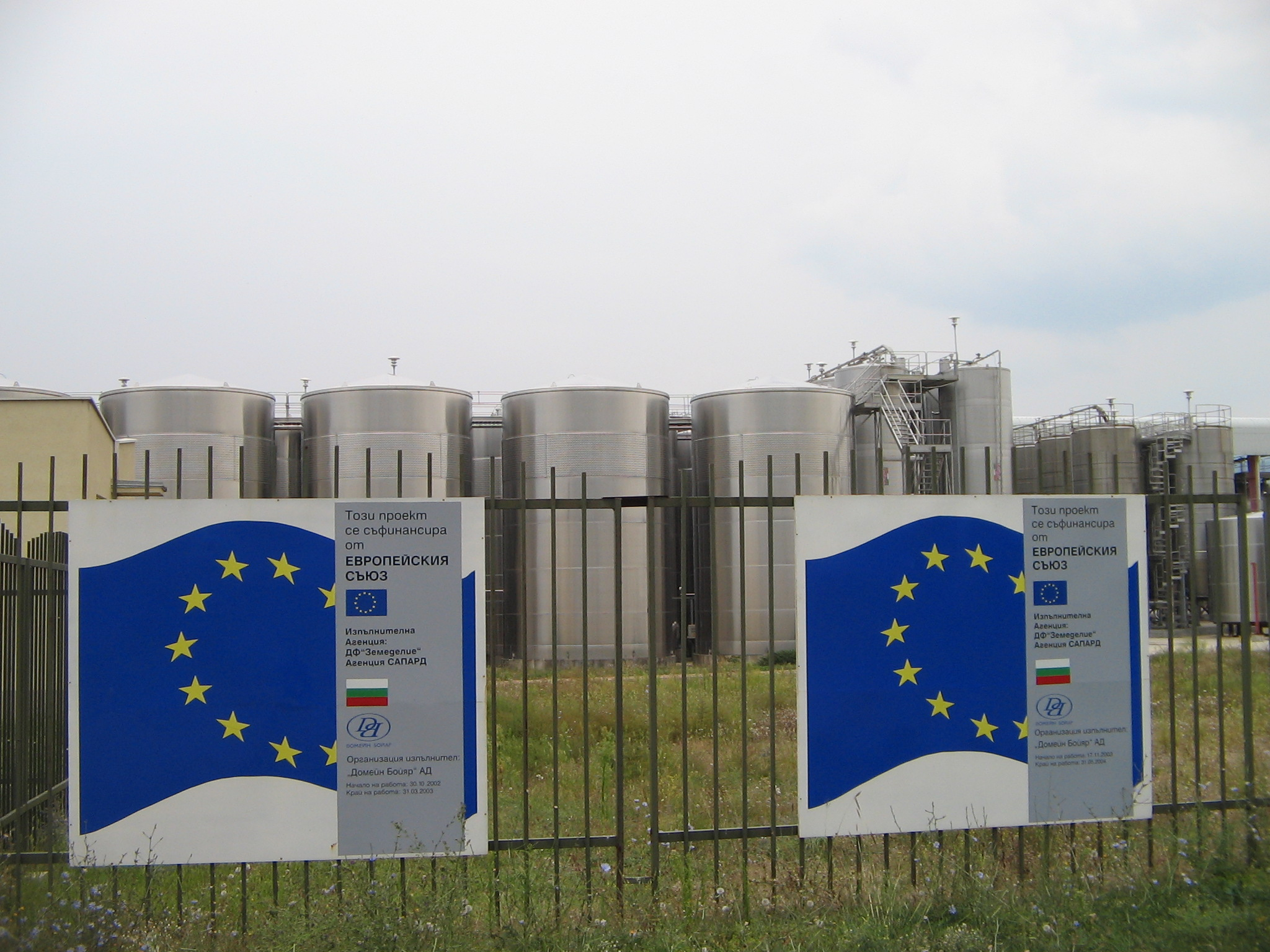
Centre vitivinicole financé par l’UE à Sliven

Après 1879, année où la Bulgarie est libérée, la viticulture prit une nouvelle ampleur, la superficie des vignobles augmentant. Après la Seconde Guerre mondiale et le passage du pays sous le communisme, les vins bulgares, dans le cadre du COMECON, eurent leur distribution assurée dans une partie de l'URSS comme la Russie, la Lituanie, le Kazakhstan, l'Estonie, la Pologne et l'Allemagne de l'Est. Dans le cadre d'accords économiques, ils furent aussi commercialisés dans les pays scandinaves à des prix promotionnels.

## La réglementation bulgare
- la mention Controliran concernait 27 crus en 1996 et constitue un gage de qualité.

## Les cépages cultivés en Bulgarie
Vins rouges et vins blancs sont produits en quantités similaires.

### Cépages de cuve
| Cépage             | Pourcentage |
| ------------------ | ----------- |
| Pamid              | 22 %        |
| Merlot             | 11 %        |
| Cabernet Sauvignon | 10 %        |
| Rkatziteli         | 9 %         |
| Dimyat             | 8 %         |
| Melnik             | 4 %         |
| Misket             | 4 %         |
| Musket-Otonelle    | 3 %         |
| Chardonnay         | 2 %         |
| Ugni Blanc         | 2 %         |

#### Cépages rouges
- cabernet-sauvignon
- gamza, cépage historique Thrace
- mavrud, cépage historique Thrace
- melnik rouge, cépage historique Thrace
- merlot
- pélin d'Osmar, cépage historique Thrace

#### Cépages blancs
- rkatsiteli

### Cépages de table
Le pays est un grand producteur et un grand exportateur de raisins de table. 

## Les terroirs bulgares

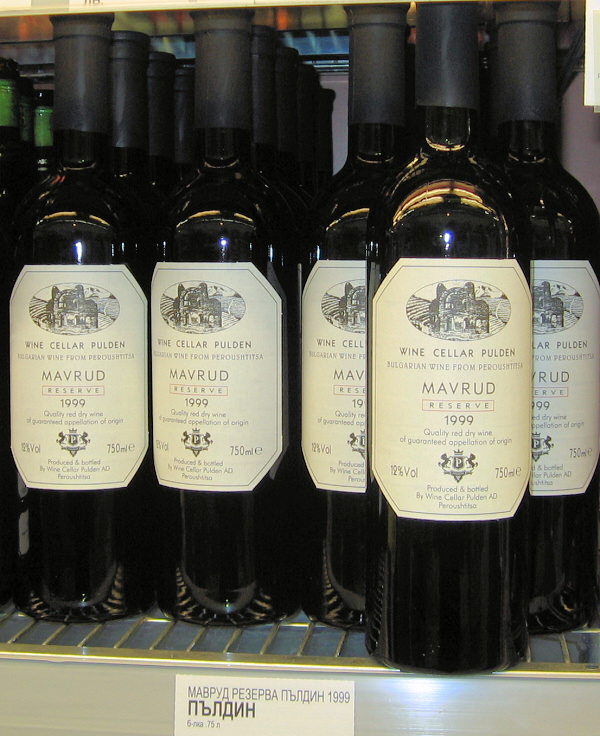
Le vin de Mavrud

Il existe cinq grandes régions viti-vinicoles.
- Vignoble des Balkans-du-Sud
- Vignoble de l'Est bulgare
- Vignoble du Nord bulgare
- Vignoble du Sud bulgare, avec le mavrud
- Vignoble du Sud-Ouest bulgare, avec le melnik rouge

## Les vins spéciaux
Les rakias sont des boissons alcoolisées fabriquées à base de raisin, de prune, de poire ou d’abricots.

### Sites internet
- BulgarianWine.net

### Vidéos
- [vidéo] « La Bulgarie » sur Arte, 2005, 26 min.